# Proville
Proville – miejscowość i gmina we Francji, w regionie Hauts-de-France, w departamencie Nord.
Według danych na rok 1990 gminę zamieszkiwało 3655 osób, a gęstość zaludnienia wynosiła 579 osób/km² (wśród 1549 gmin regionu Nord-Pas-de-Calais Proville plasuje się na 241. miejscu pod względem liczby ludności, natomiast pod względem powierzchni na miejscu 568.).